# Lebertia parmata
Lebertia parmata är en kvalsterart som beskrevs av Parmata 1912. Lebertia parmata ingår i släktet Lebertia och familjen Lebertiidae. Inga underarter finns listade i Catalogue of Life.